# Jorge Herrando Oroz
Jorge Herrando Oroz (nascut el 28 de febrer de 2001) és un futbolista professional navarrès que juga al CA Osasuna com a defensa central.

## Carrera de club
Nascut a Pamplona, Navarra, Herrando va representar el CA Osasuna en la seva infància. El 6 de desembre de 2017, quan encara era juvenil, va signar el seu primer contracte professional fins al 2019.
Herrando va debutar amb el sènior amb el filial el 13 de maig de 2018, amb només 16 anys, jugant els últims 16 minuts en una derrota per 4-0 a la Segona Divisió B contra el CD Vitoria, ja que el seu equip ja havia descendit. Va marcar el seu primer gol com a sènior l'11 d'octubre, aconseguint l'empat a casa per 1-1 contra la UDC Txantrea, i va ampliar el seu contracte fins al 2022 l'1 de novembre.
Herrando va debutar amb el primer equip el 15 de desembre de 2020, entrant a la segona part com a substitut del golejador Kike Saverio en una victòria per 6-0 contra la UD Tomares, a la Copa del Rei de la temporada. El següent 15 de juliol, va renovar el seu contracte fins al 2024 i va ser immediatament cedit a la UD Logroñés de la Primera Divisió RFEF per un any.
En tornar, Herrando va ser assignat a la plantilla B, ara també a la tercera divisió. Va debutar a la Lliga el 2 de maig de 2023, com a titular i expulsat en una derrota per 1-0 fora de casa contra el FC Barcelona.

## Palmarès
- Copa del Rei: subcampió 2022–23 [9]